# Pedetes
I Pedetidi (famiglia Pedetidae Gray, 1825, genere Pedetes Illiger, 1811), noti anche come lepri saltatrici, sono roditori simili a lepri, o più ancora a piccoli canguri, originari delle zone aride dell'Africa sub-sahariana.

## Tassonomia
Il genere Pedetes venne istituito da Johann Karl Wilhelm Illiger nel 1811, mentre la classificazione all'interno di una famiglia a sé stante, i Pedetidi, appunto, si deve a John Edward Gray, che istituì questa famiglia nel 1825. Assieme agli anomaluri, morfologicamente molto diversi, vengono assegnati al sottordine degli Anomaluromorfi, ma a causa del loro aspetto particolare la loro posizione tassonomica è sempre stata piuttosto confusa. Le lepri saltatrici presentano caratteristiche proprie sia degli Istricomorfi che degli Sciuromorfi, e per un certo periodo di tempo furono considerati come una superfamiglia indipendente in seno a questi ultimi, quella dei Pedetoidei (Pedetoidea). I dati molecolari e le caratteristiche dello sviluppo embrionale, tuttavia, suggeriscono che questi animali non sono imparentati né con gli Sciuromorfi né con gli Istricomorfi; le somiglianze con questi animali sono pertanto dovute ad una convergenza evolutiva.
Il genere comprende due specie:
- Pedetes capensis (Thomas, 1902) - lepre saltatrice cafra;
- Pedetes surdaster (Forster, 1778) - lepre saltatrice dell'Africa orientale.

Per molto tempo, tutte le lepri saltatrici venivano assegnate ad una sola specie, Pedetes capensis, a causa della loro bassa variabilità morfologica, ma sulla base di dati biomolecolari e di alcune caratteristiche del cranio, nonché di differenze fisiologiche, le popolazioni dell'Africa orientale sono state recentemente assegnate ad una specie a parte.

### Evoluzione
I resti fossili più antichi ascrivibili alla famiglia dei Pedetidi risalgono al Miocene inferiore, circa 20 milioni di anni fa. Questi sono Megapedetes pentadactylus del Kenya e Pedetes namaquensis della Namibia. I due generi si differenziano principalmente per le dimensioni: Megapedetes è più grande, ma molto simile nell'aspetto a Pedetes. Le altre uniche specie fossili conosciute sono Pedetes gracilis e Pedetes hagenstadi, entrambe provenienti dal Sudafrica. I più antichi fossili assegnati alla lepre saltatrice cafra risalgono al Pleistocene e sono stati rinvenuti nello Zimbabwe.
Le origini e la genealogia delle lepri saltatrici prima del Miocene non sono note, ma si ritiene che i Pedetidi abbiano avuto origine all'inizio del Cenozoico in Asia o in Africa.

## Descrizione

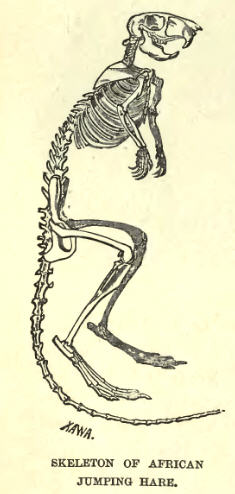
Scheletro di lepre saltatrice.

Le lepri saltatrici presentano una lunghezza testa-tronco di 36–43 cm e una coda lunga e arruffata che misura 40–48 cm; pesano 3–4 kg. Il capo è tozzo; le orecchie sono lunghe (7 cm), con una sorta di trago rivestito esternamente da una sottile peluria, e glabro all'interno; l'orecchio esterno, inoltre, può essere chiuso facendo combaciare i bordi del padiglione auricolare (in tal modo gli animali evitano che durante lo scavo delle gallerie sotterranee la sabbia penetri nell'orecchio). Gli arti anteriori hanno cinque dita corte e munite di artigli ricurvi e aguzzi, e due callosità plantari, una piccola e l'altra più sviluppata. Le zampe posteriori sono lunghe 15 cm, con quattro dita dotate di artigli; la pianta dei piedi presenta delle zone glabre. La colorazione della parte superiore del corpo varia nelle diverse specie, e va dal bruno al tané al cuoio o al rossiccio, mentre è bianca nella parte inferiore; anche la parte superiore degli arti è in genere bianca, la coda è invece bruniccia nella pagina superiore, bianca nell'inferiore, e ornata all'estremità da un ciuffo nero. Le ossa nasali e la fronte sono larghe. Vi sono 20 denti: I 1/1, C 0/0, P 1/1, M 3/3; i molari sono solcati da rigature situate sulla faccia esterna in quelli dell'arcata mascellare, nell'interna in quelli dell'arcata mandibolare; la superficie triturante ha un rilievo molto semplice.

## Biologia

### Alimentazione
Le lepri saltatrici sono erbivore. Esse sono molto selettive al pascolo, e preferiscono le erbe verdi ricche di proteine e di acqua.
Le lepri saltatrici sono attive sulla superficie del suolo per tutta la notte. Normalmente esse si nutrono in un raggio di 250 m dalle loro tane, ma a volte si spostano fino a 400 m. Mentre mangiano sono altamente vulnerabili ai predatori, essendo completamente esposte all'individuazione e lontane dalle loro tane, che rappresentano rifugi sicuri.

### Comportamento
Le lepri saltatrici passano le ore diurne in tane poste in suoli ben drenati e sabbiosi. Le tane si trovano a circa 80 cm di profondità, hanno da 2 a 11 entrate e una lunghezza da 10 a 46 m. Ogni tana è occupata da una lepre saltatrice o da una madre e un piccolo. Le tane forniscono una notevole protezione dall'ambiente arido e dai predatori. Alcuni predatori, come i serpenti e le manguste, possono tuttavia entrare nelle tane, per cui le lepri saltatrici una volta entrate, spesso chiudono gli ingressi e i passaggi con mucchi di terreno.
Le gallerie e le aperture nel sistema di tane sono provviste di molte vie di fuga, utili quando qualche predatore riesce a entrare. L'assenza di camere e di nidi all'interno delle tane suggerisce che le lepri saltatrici non si fermino a lungo in qualche punto della tana, un'ulteriore precauzione contro i predatori.

### Riproduzione

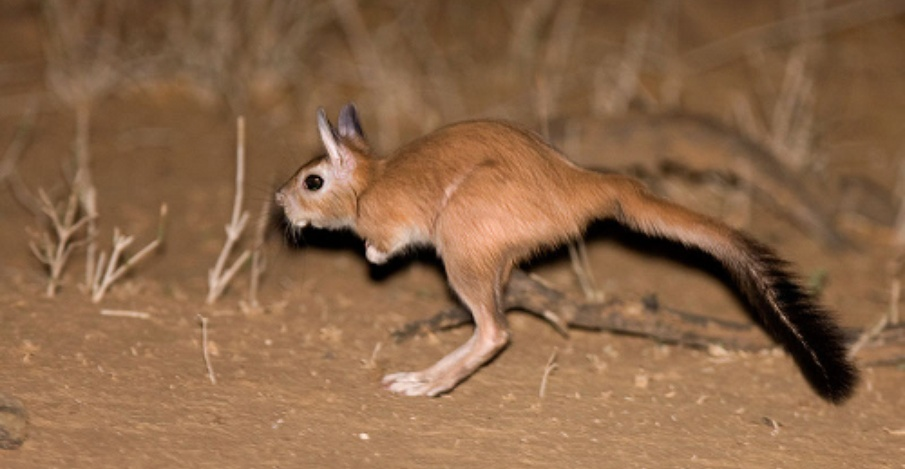
Una lepre saltatrice cafra.

Nelle popolazioni di lepre saltatrice, il numero dei maschi è uguale al numero delle femmine. Non esiste una stagione riproduttiva, e circa il 76% delle femmine adulte possono essere gravide contemporaneamente. Le femmine adulte portano a termine circa tre gravidanze ogni anno, ognuna delle quali comporta la nascita di un unico piccolo, grande e ben sviluppato.
I nuovi nati sono ben forniti di peli e sono capaci di vedere e di spostarsi quasi subito, però sono confinati nella tana e rimangono completamente dipendenti dall'allattamento fino a metà crescita, quando possono diventare attivi in superficie.
Benché il tasso riproduttivo delle lepri saltatrici risulti sorprendentemente basso, vi sono due precisi vantaggi riscontrabili nella loro strategia riproduttiva. Primo, il tempo e l'energia della femmina vengono concentrati su di un unico piccolo, il che pare determinare una bassa mortalità infantile e giovanile. Alla prima uscita dalla tana la giovane lepre saltatrice è altrettanto capace di un adulto di affrontare i predatori e altri pericoli ambientali. Secondo, la madre è soggetta a uno sforzo minimo, dovendo provvedere cure e cibo per un solo piccolo. Le femmine che riescono a rimanere in buone condizioni fisiche e a evitare i predatori e le malattie durante l'allevamento dei piccoli, probabilmente sopravviveranno per riprodursi nuovamente.

## Distribuzione e habitat
Le due specie di lepri saltatrici occupano areali disgiunti nell'Africa sub-sahariana. La lepre saltatrice dell'Africa orientale vive solamente in Kenya e Tanzania, mentre la lepre saltatrice cafra, maggiormente diffusa, è presente in Angola, Zimbabwe, Botswana, Namibia e Sudafrica. Dal punto di vista degli habitat, entrambe le specie prediligono piane alluvionali, conche di laghi fossili, savane e altri habitat aridi e semiaridi con scarsa vegetazione o suoli sabbiosi vicini.

## Conservazione
Laddove si trovano, le lepri saltatrici sono generalmente comuni, anche quando sono intensamente cacciate dall'uomo. Negli habitat migliori, vi possono essere oltre 10 lepri saltatrici per ettaro. Tuttavia, quando aree aride ed ecologicamente sensibili vengono pascolate dal bestiame domestico, come avviene nel deserto del Kalahari, la densità delle lepri saltatrici diminuisce data la minore disponibilità di cibo.
Le lepri saltatrici sono molto importanti per l'uomo in quanto fonte di cibo e di pelli, tuttavia possono anche rappresentare un elemento significativamente nocivo per l'agricoltura, alimentandosi di una grande varietà di colture, tra cui granturco, frumento, patate dolci e arachidi.